# Conistra eriophora
Conistra eriophora là một loài bướm đêm trong họ Noctuidae.